# Napaeus alabastrinus
Napaeus alabastrinus is een slakkensoort uit de familie van de Enidae. De wetenschappelijke naam van de soort is voor het eerst geldig gepubliceerd in 1989 door Frias Martins.